# Le Bois
Pour les articles homonymes, voir Bois (homonymie) et Bois (communes).
Le Bois est une ancienne commune française située dans le département de la Savoie en région Auvergne-Rhône-Alpes.
Au 1er janvier 2019, elle forme la commune nouvelle de Grand-Aigueblanche aux côtés d'Aigueblanche et de Saint-Oyen.

## Géographie

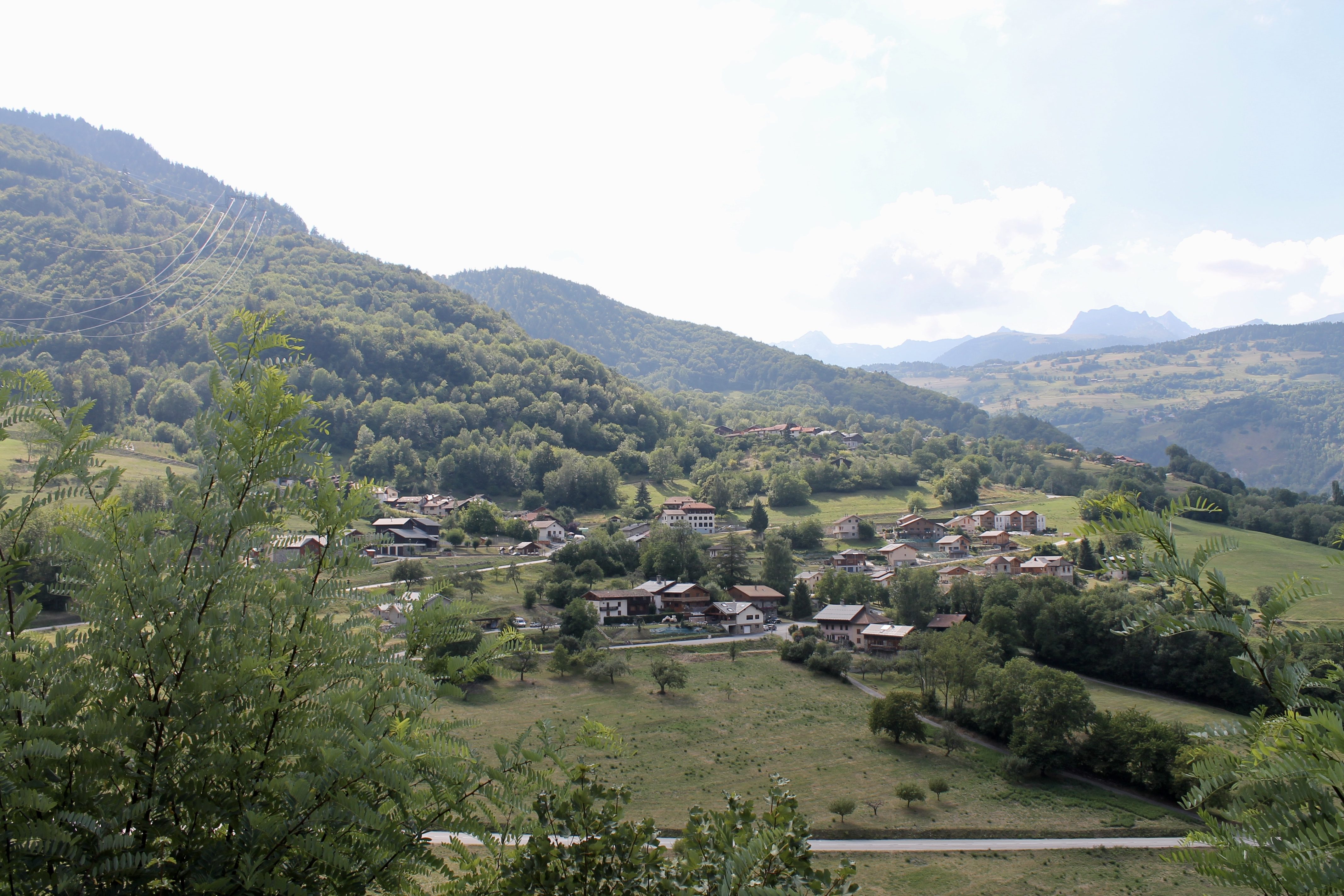
Village du chef-lieu du Bois (juillet 2018).

Le Bois se situe à 650 m d'altitude, au-dessus d'Aigueblanche sur la rive gauche de l'Isère. Le village est traversé par la route départementale D95, qui donne accès à la station de Valmorel. Il se situe à 5 km au nord-ouest de Moûtiers.

### Communes limitrophes
|                          | Aigueblanche |                 |
| Les Avanchers-Valmorel   | Bois         | Moûtiers        |
| Saint-Jean-de-Belleville |              | Salins-Fontaine |

## Toponymie
La première mention de la paroisse date de l'année 1184, Ecclesia de Bosco, forme que l'on retrouve plus tardivement dans le Cartulaire Sabaudie (XIVe siècle),.
Le toponyme du Bois vient du bas latin boxus d'où boscus, « bois, lieu boisé »,
En francoprovençal, le nom de la commune s'écrit Vel Boué, selon la graphie de Conflans.

## Politique et administration
| Période                                  | Période                  | Identité     | Étiquette | Qualité |
| ---------------------------------------- | ------------------------ | ------------ | --------- | ------- |
| Les données manquantes sont à compléter. |                          |              |           |         |
| mars 2008                                | En cours (au avril 2014) | Jean Laymond |           |         |

## Démographie

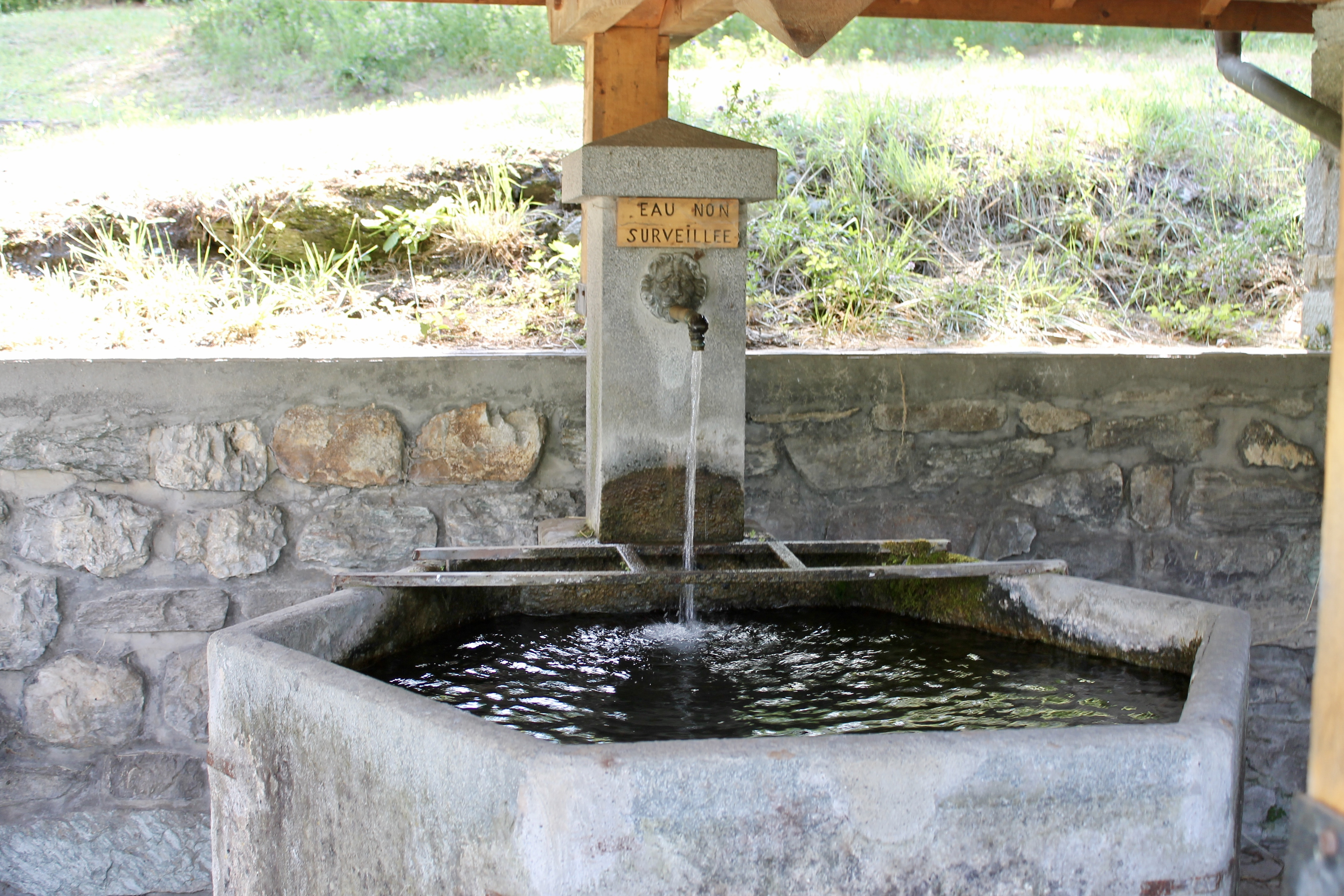
Bassin hexagonal situé chef-lieu.

L'évolution du nombre d'habitants est connue à travers les recensements de la population effectués dans la commune depuis 1793. Pour les communes de moins de 10 000 habitants, une enquête de recensement portant sur toute la population est réalisée tous les cinq ans, les populations de référence des années intermédiaires étant quant à elles estimées par interpolation ou extrapolation. Pour la commune, le premier recensement exhaustif entrant dans le cadre du nouveau dispositif a été réalisé en 2006.

En 2016, la commune comptait 398 habitants, en évolution de +9,64 % par rapport à 2010 (Savoie : +3,63 %, France hors Mayotte : +2,11 %).
| 1793 | 1800 | 1806 | 1822 | 1838 | 1848 | 1858 | 1861 | 1866 |
| ---- | ---- | ---- | ---- | ---- | ---- | ---- | ---- | ---- |
| 178  | 210  | 231  | 277  | 361  | 354  | 306  | 323  | 330  |

| 1872 | 1876 | 1881 | 1886 | 1891 | 1896 | 1901 | 1906 | 1911 |
| ---- | ---- | ---- | ---- | ---- | ---- | ---- | ---- | ---- |
| 320  | 308  | 286  | 286  | 349  | 308  | 279  | 302  | 293  |

| 1921 | 1926 | 1931 | 1936 | 1946 | 1954 | 1962 | 1968 | 1975 |
| ---- | ---- | ---- | ---- | ---- | ---- | ---- | ---- | ---- |
| 241  | 244  | 241  | 237  | 223  | 279  | 202  | 193  | 230  |

| 1982 | 1990 | 1999 | 2006 | 2011 | 2016 | - | - | - |
| ---- | ---- | ---- | ---- | ---- | ---- | - | - | - |
| 207  | 291  | 270  | 317  | 381  | 398  | - | - | - |

## Culture locale et patrimoine

Patrimoine
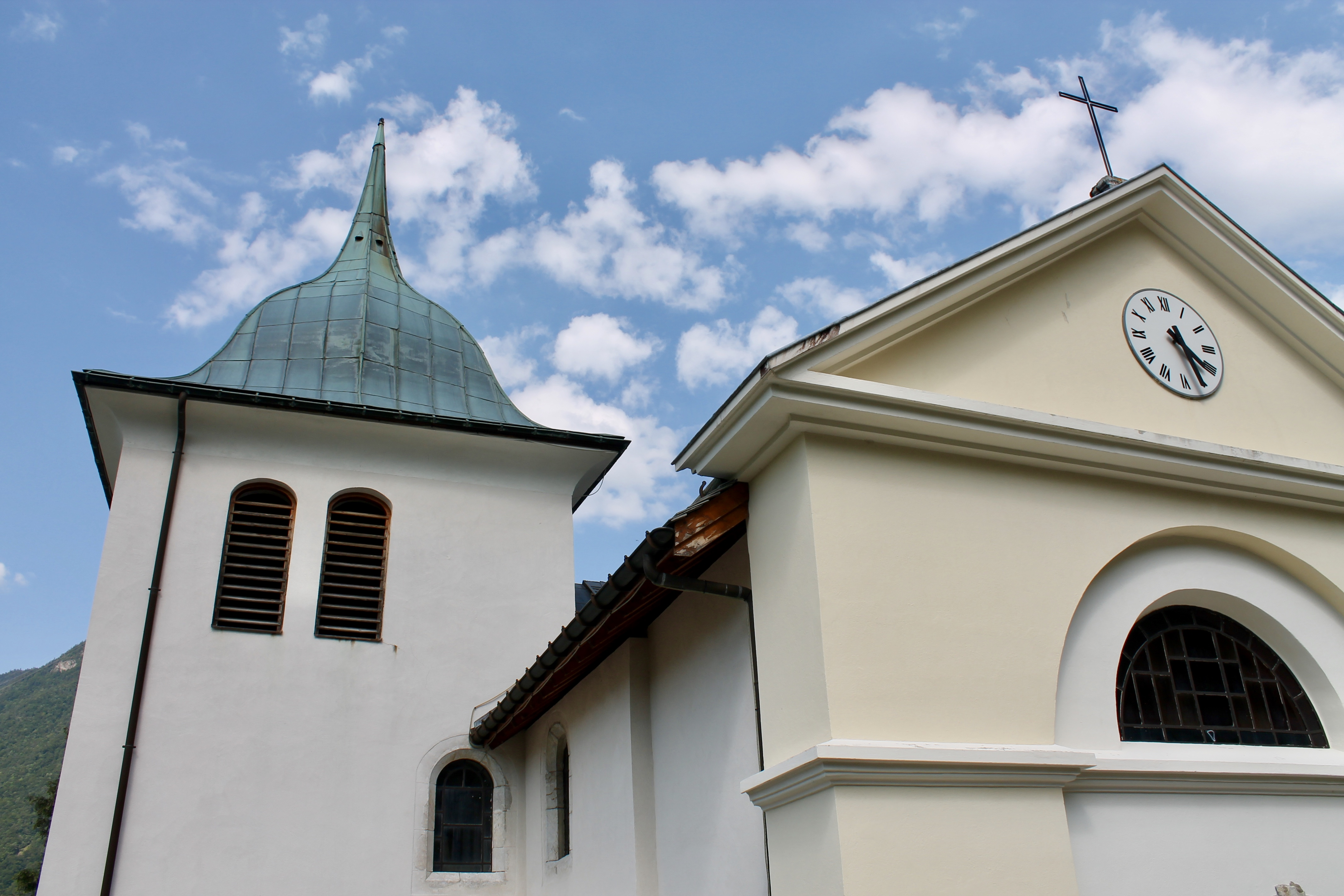
Façade et clocher de l'église Saint-Nicolas.
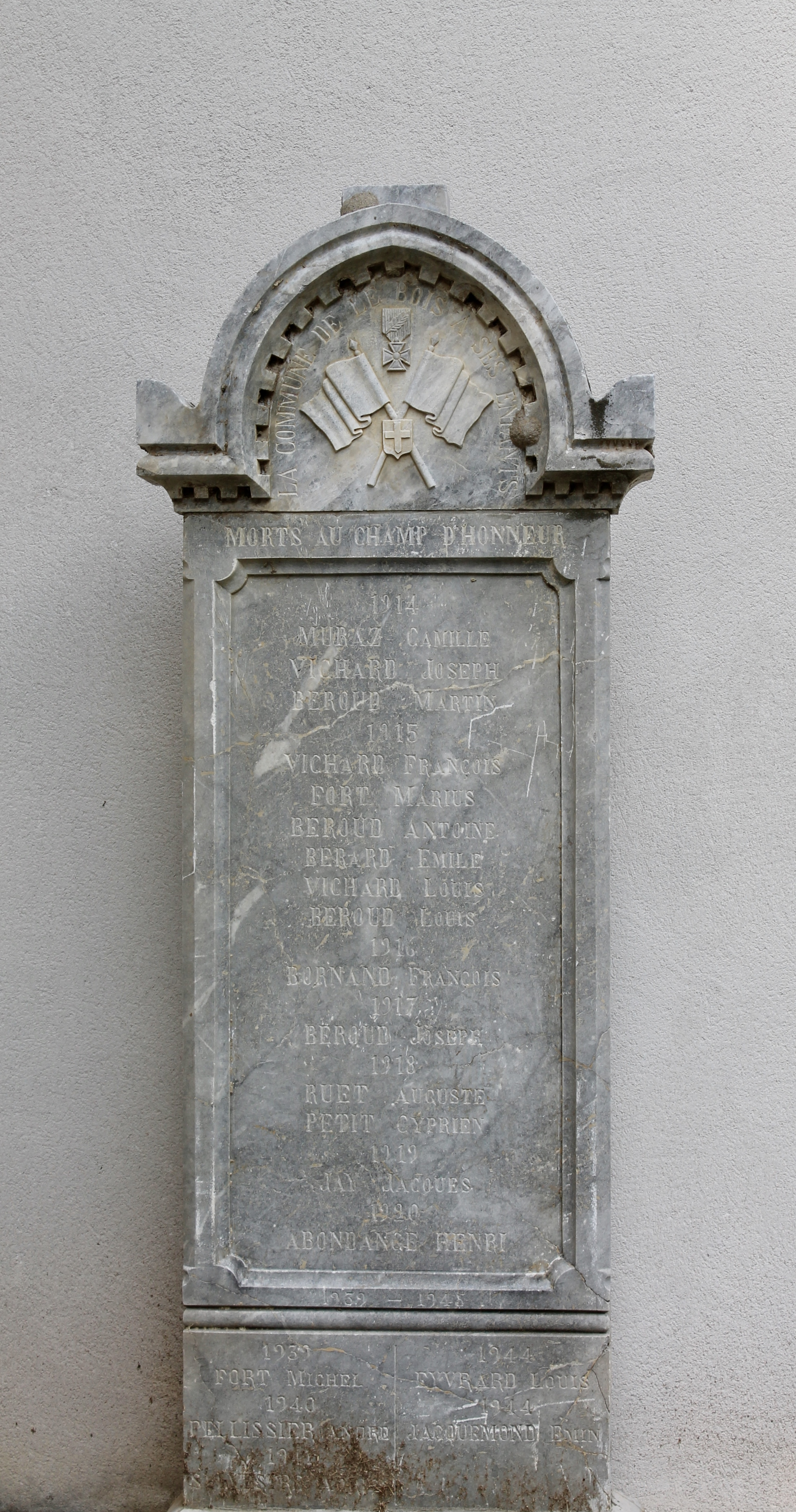
Monument aux Morts.
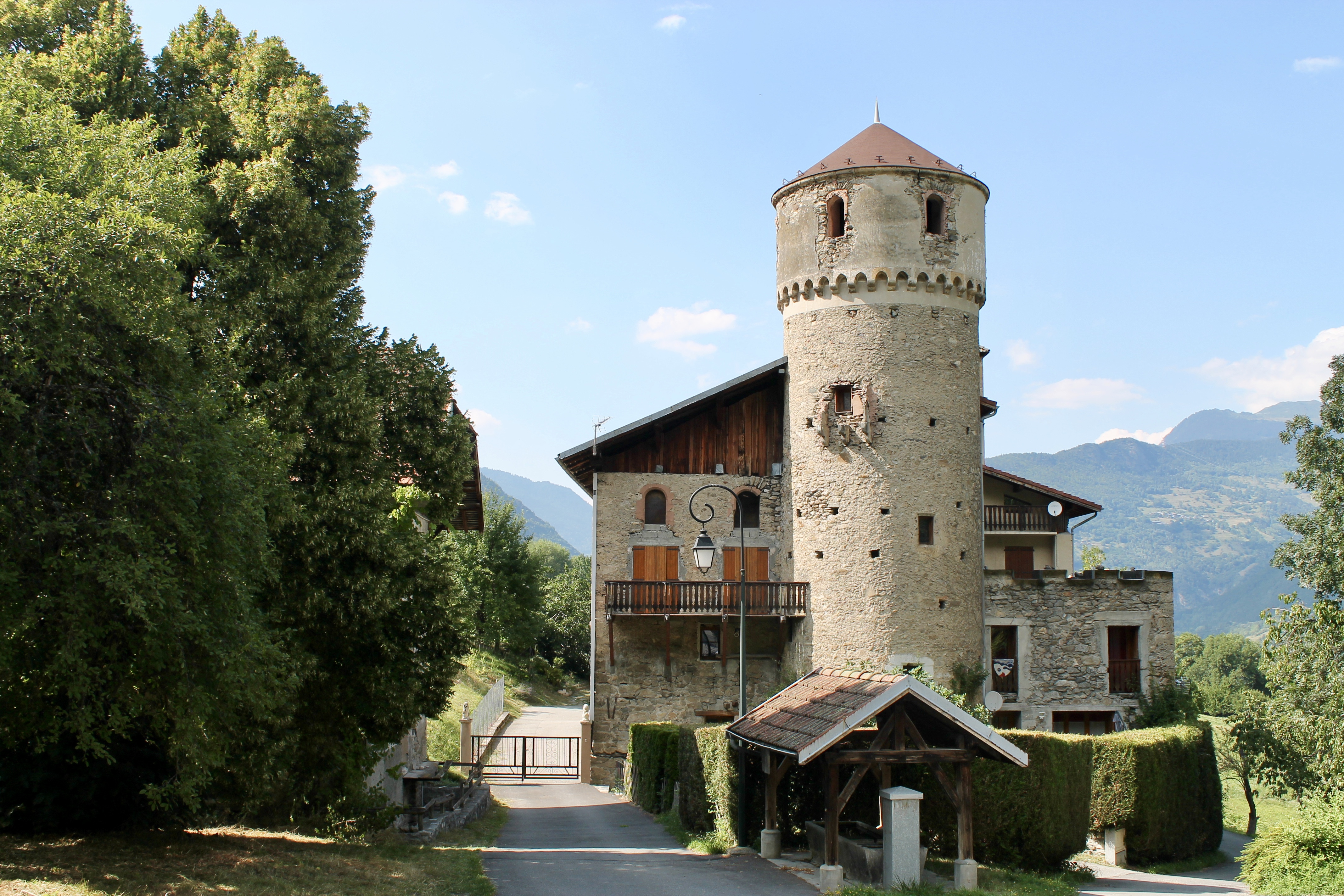
Maison forte du Bois.
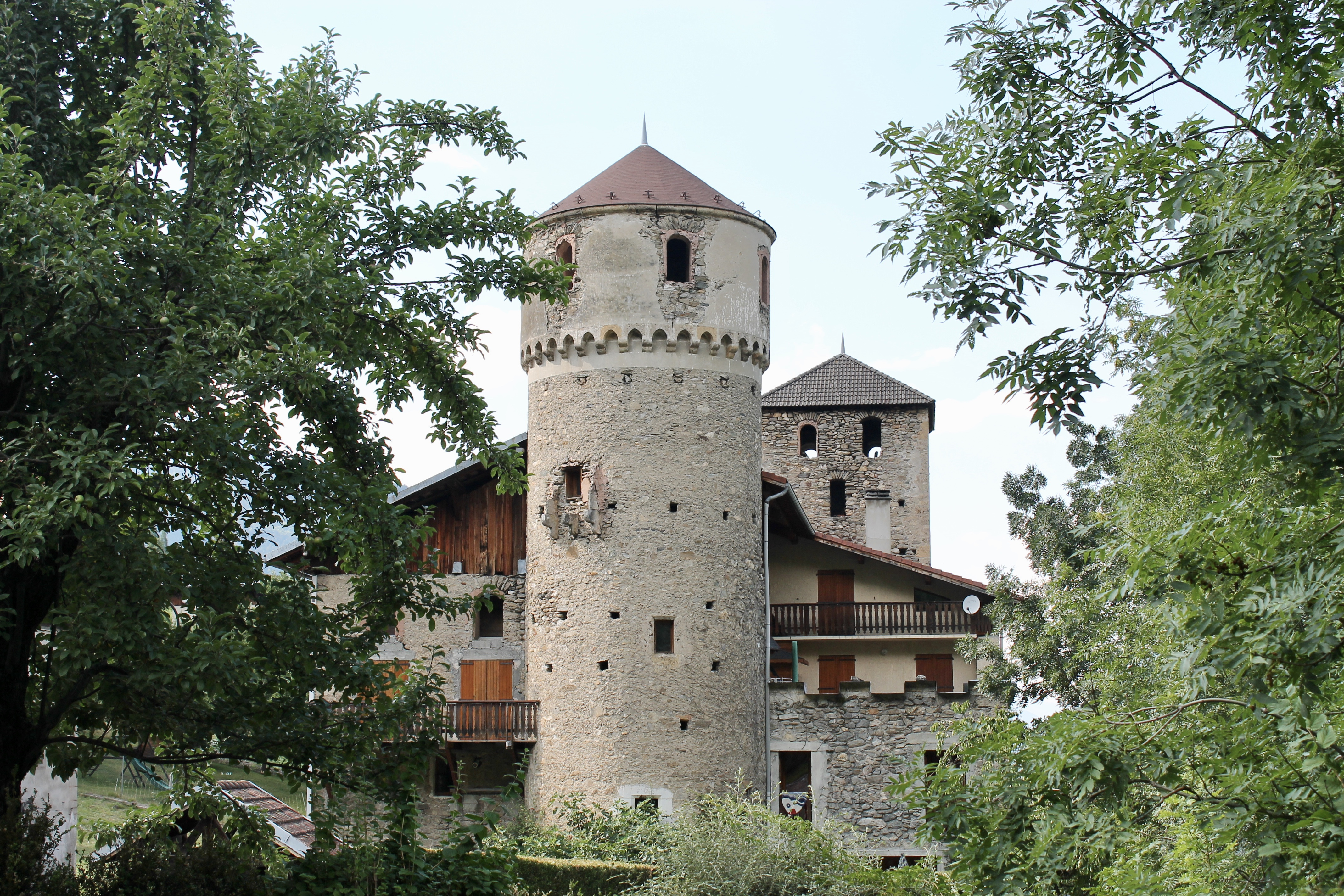
Maison forte du Bois.
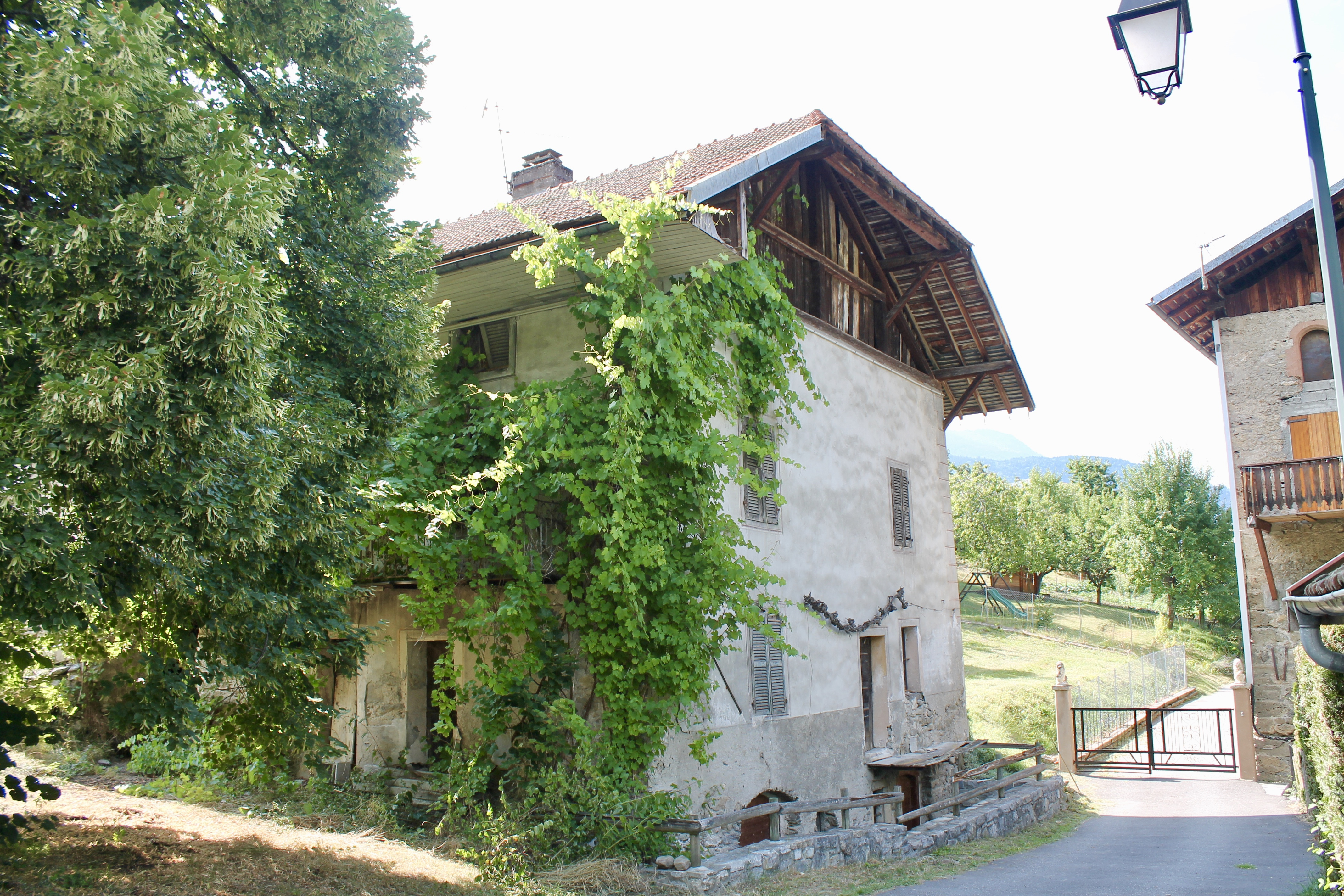
Ferme à côté de la maison forte du Bois.

### Lieux et monuments
- La maison forte du Bois ou manoir dit château du Bois, du 4e quart du XVe siècle, centre de la seigneurie du Bois, érigée en baronnie en 1568. À remarquer une tour ronde et une tour carrée, ainsi que des fenêtres romanes[8].
  - XIIe – XIIIe siècle : le manoir du bois est composé d'une salle avec un cellier au-dessous et un petit appartement accolé ; à côté on y aperçoit quelques bâtiments comme une grange, une étable, un pressoir, etc.
  - XIVe siècle : le manoir s’agrandit peu à peu, son but est de ressembler à un château. À la fin du XVe siècle, le manoir ressemble peu à peu à un château grâce à ces défenses aguerries. Le manoir appartenait, par principe, à l'ainé de la famille.
  - XVe siècle : le manoir est la possession de la famille noble de Beaufort. Louise Charlotte, fille de Pierre de Beaufort, va épouser un certain Philibert de Laudes, d'origine lombarde. C’est ainsi que le manoir de Le Bois se retrouve à appartenir à la famille de Philibert de Laudes, celui-ci va en profiter pour acheter aussi 3 autres paroisses : celles de Doucy, des Avanchers et de Saint-Oyen. En 1730, le manoir de Le Bois était composé d’une cour pentagonale entourée de murs flanqués de trois tours rondes. Ensuite 3 bâtiments étaient les communs. Aujourd’hui, il ne reste malheureusement que la partie habitation du manoir avec sa tour ronde et son escalier qui dessert les 3 étages. Au-dessous du château il y avait une vaste propriété qui se nommait « le lot des chiens » noms choisi par rapport aux derniers barons du Bois à la fin du 18ème siècle, qui étaient passionnés par la chasse des Chevillards, et qui par conséquent possédaient de nombreux chiens[9].
- L'église Saint-Nicolas, placée sous le patronage de Nicolas de Myre, situé sur un éperon, à l'écart des villages.
  - Elle a été construite bien à l’écart des autres villages, où l'on a une vue sur l'ensemble du bassin d'Aigueblanche et sur les sommets environnants. Des travaux considérables, équivalent presque à une reconstruction, ont été faits entre 1683 et 1684. Des maitres maçons de la région tels que Louis Billiot de Moûtiers et Guillaume Cochet de Hautecour se sont chargés de certaines reconstructions de cette église. Son retable fut refait en 1694. Le tabernacle avait été sculpté et doré en 1675 par Jacques Antoine Thodesque et Jean Marie Molin, maîtres doreurs du pays de Novare. Le coq au sommet du clocher de l’église a été restauré et reposé en 2019. Chaque clocher d’église est unique par son plan, son architecture et ses matériaux, mais une chose ne change pas : le coq métallique posé à son sommet. Depuis le Moyen Âge, le coq domine les clochers des églises de l’Europe occidentale et pas seulement de la France. Il annonçant le lever du soleil, symboliquement ce coq chasse les ténèbres dans le christianisme. Il peut être aussi le symbole de la vigilance du clergé qui veille sur son troupeau de fidèles[10],[11].

#### Chapelles
Trois chapelles rurales, disparues, :
- La chapelle de Sainte-Marguerite, au village du Bois le Crey, fondée par Jean Jacquemond et Jean Baptiste Bermond. Elle existait bien avant la visite de l'évêque en 1773.
- La chapelle de Saint-Pierre Apôtre et de Saint-François-de-Sales, située dans le hameau des Cours, construite par le chanoine Pierre Ruffier.
- La chapelle Sainte-Hélène, située en amont des Échelles d'Hannibal et les Romains l'avaient dédiée à ce moment à la divinité de la route. Ensuite elle fut transformée en oratoire chrétien en l'honneur de la mère de l'Empereur Constantin, sainte Hélène. En 1773, l'exploitation d'une carrière de pierre dans la pente abrupte du Crétet provoqua des dégâts importants à la chapelle qui fut pratiquement désaffectée.